# Субботина, Алёна Сергеевна
Алёна Сергеевна Субботина (англ. Alyona Subbotina, родилась 13 февраля 1990, года Алма-Ата, Казахская ССР, СССР)— казахстанская и американская модель. С 17 лет в модельном бизнесе. В 2011 году Алёна дебютировала на международном уровне, открыв показа моды для Givenchy. Известна как «Kazakhgirl».

## Биография
Алёна родилась в городе Алма-Ате. С детства занималась волейболом. Тренеры пророчили ей спортивную карьеру и место в сборной, но неожиданно для всех девушка решила попробовать себя в модельном бизнесе.

## Карьера
- Карьера модели началась в 16 лет. На улице к ней подошли два агента и поинтересовались не хочет ли она поучаствовать на Казахстанской недели моды (KFW) но не одному дизайнеру не понравилась немодельная внешность Алёны кроме Куралай Нуркадиловой. Разочаровавшись в модельном бизнесе Алёна решила стать тренером. Спустя некоторое время агенты снова подошли к Алёне и предложили стать моделью. Разослали фото по всем странам Азии, и результат не заставил себя ждать. Алёну выбрали в Токио и в Сингапуре[2].
- Алёна была отмечена на страницах журналов METAL, i-D Magazine, Interview, W, V Magazine, Dazed & Confused, Pop, Vogue Italia, Vogue Germany, а также украсила обложку малайзийского Marie Claire и Various Covers.
- В 2012 году Субботина участвовала в показах мод и выходила для таких известных дизайнеров, как ACNE, Fendi, Preen, Pringle of Scotland, Rick Owens, Daks, David Koma, Givenchy, Mara Hoffman, Roksanda Ilincic, Thierry Mugler, Tibi, Vivienne Westwood, Jean Paul Gaultier и многих других.
- Алёна появилась на страницах журналов Flair, V Magazine, Gravure, Dazed & Confused Korea, Numero Tokyo, Elle, The GROUND и ODDA. Также Субботина впервые появилась в рекламе для Costume National и Theory. Была лицом косметики MAC, итальянского бренда Brunello Cucinelli.
- В 2013 году Алёна Субботина публиковали в SSAW, L’Officiel Paris, также модель украсила обложку таиландского Numero #6. Алёна Субботина стала лицом рекламной кампании Thomas Wylde и Various.
- В 2014 снялась для обложки сотого юбилейного номера казахстанского Harper`s BAZAAR, приуроченный к десятилетию журнала. Снялась для июльского номера вьетнамского Harper’s Bazaar. Также для журнала Marie Claire UK в стиле «Голубая планета» в партнёрстве фотографом Дэвид Ремером и стилистом с Джейн Пикерингом. Снялась для рекламы всемирно известного бренда Armani.
- Открывала Парижскую неделю моды вместе с Натальей Водяновой, Фрэнки Райдер, Адрианой Лимой, Наташа Поли.

## Образование
Во время работы моделью в Сингапуре параллельно изучала гостиничное дело.

## Личная жизнь
- У Алёны Субботиной есть сестра-двойняшка. Живёт также в Нью-Йорке.
- Была удостоена титула «Модель года-2013» в Казахстане.